# Castelo de Bled
O castelo de bled (Esloveno: Blejski Grad) é um castelo medieval situado no alto de uma montanha às margens do Lago de Bled. No cimo de um penhasco íngreme, à 130 metros acima do lago glacial da cidade de Bled, na Eslovênia.

## História
De acordo com fontes escritas históricas, este é o castelo mais antigo da Eslovênia, sendo mencionado pela primeira vez em 1011, como castellum veldes. Segundo escritos mais antigos conhecidos, o primeiro aldeamento humano já existia neste local em 1004. Bled pertenceu à “marca” de Carniola, concedida naquele ano pelo imperador Santo Henrique II ao bispo Albuíno de Brixen. A “marca” era um feudo militar criado habitualmente numa área fronteiriça ameaçada ou vulnerável. O Castelo de Bled foi a sede administrativa da propriedade Brixen na região de Gorenjsko. Documentos medievais relata Bled com seu nome alemão Veldes . Em termos de documentos escritos, o Castelo de Bled é o mais antigo castelo na Eslovênia.  Devido à sua localização geográfica estratégica, Bled sempre foi um local importante de reuniões oficiais de políticos de elevado nível. O seu castelo foi visitado por uma série de estadistas de alto escalão que apreciaram as incrivelmente belas vistas da natureza circundante.

## O edifício
Os edifícios do castelo são organizadas em torno dos pátios inferiores e superiores. O pátio está conectado com uma escada em estilo barroco. Há uma capela no pátio superior, construído no século XVI , dedicada aos bispos St. Albuíno e St. Ingenuíno. Por volta de 1700 ela foi pintada com afrescos no altar retratando Henrique II E sua esposa Cunegunda.O castelo também tem uma ponte levadiça sobre um fosso. A parte mais antiga do castelo é uma torre em estilo românico. Na Idade Média mais torres foram construídas e as fortificações foram melhoradas. Outros edifícios do castelo foram construídos em estilo renascentista.

## Galeria

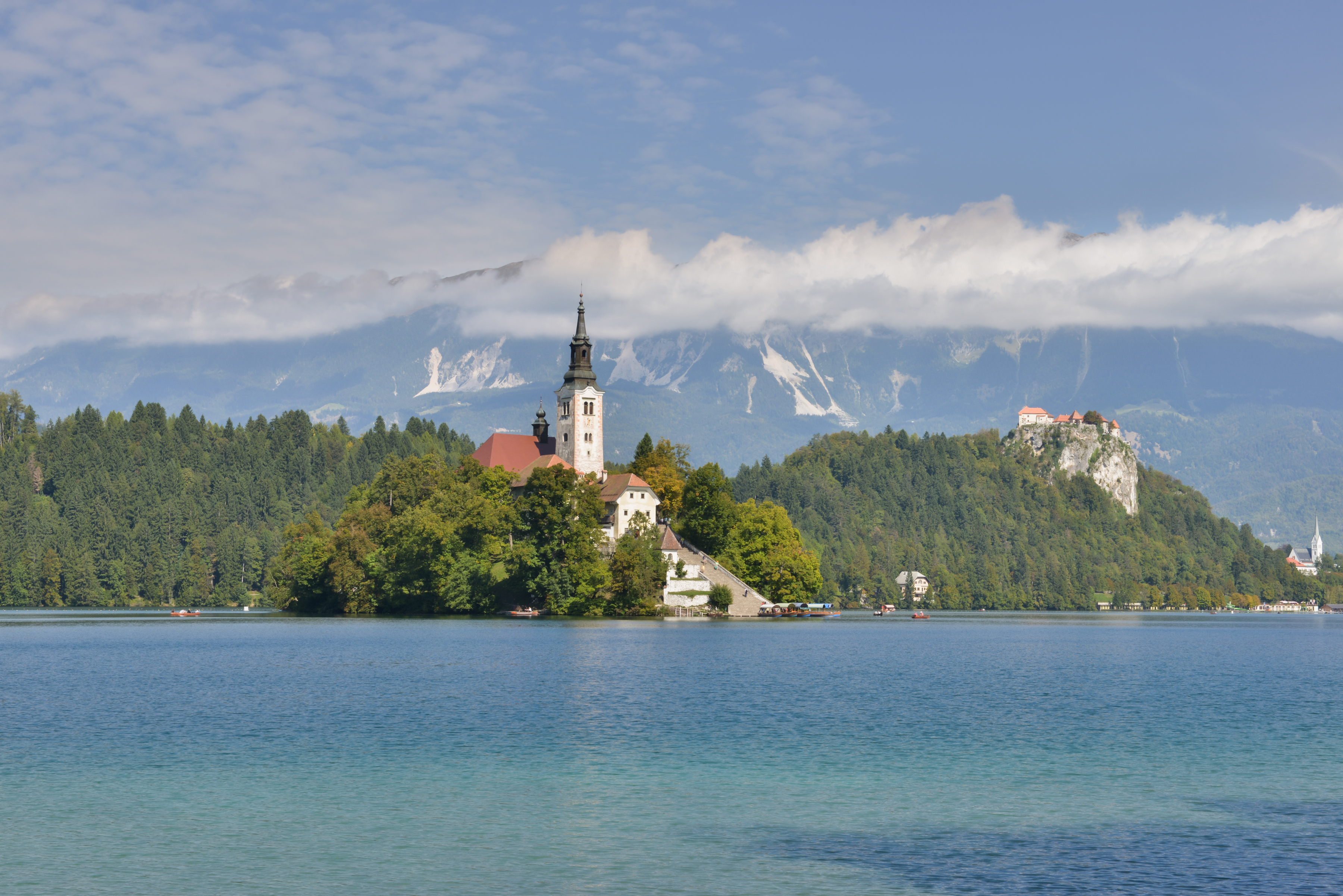
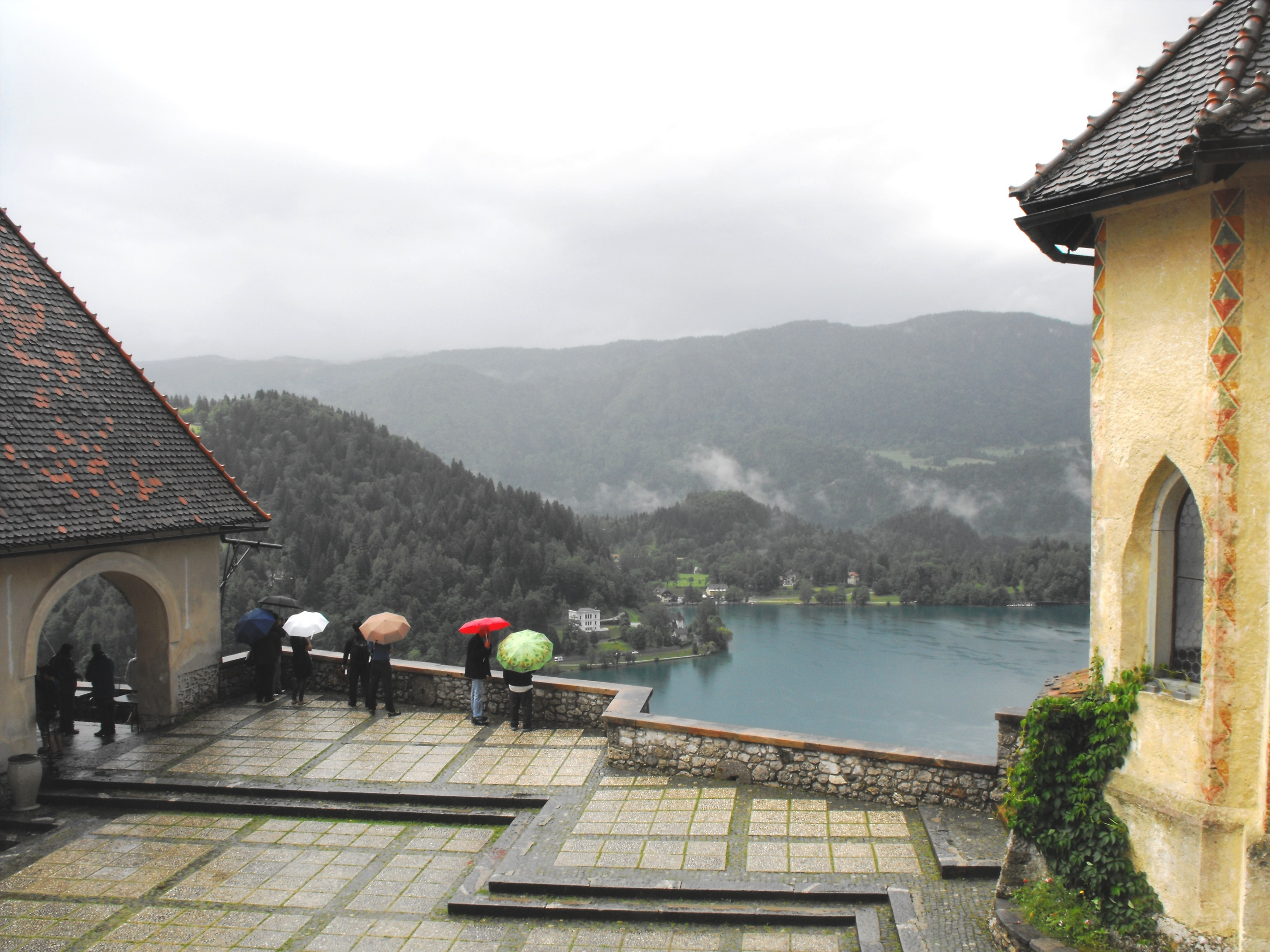
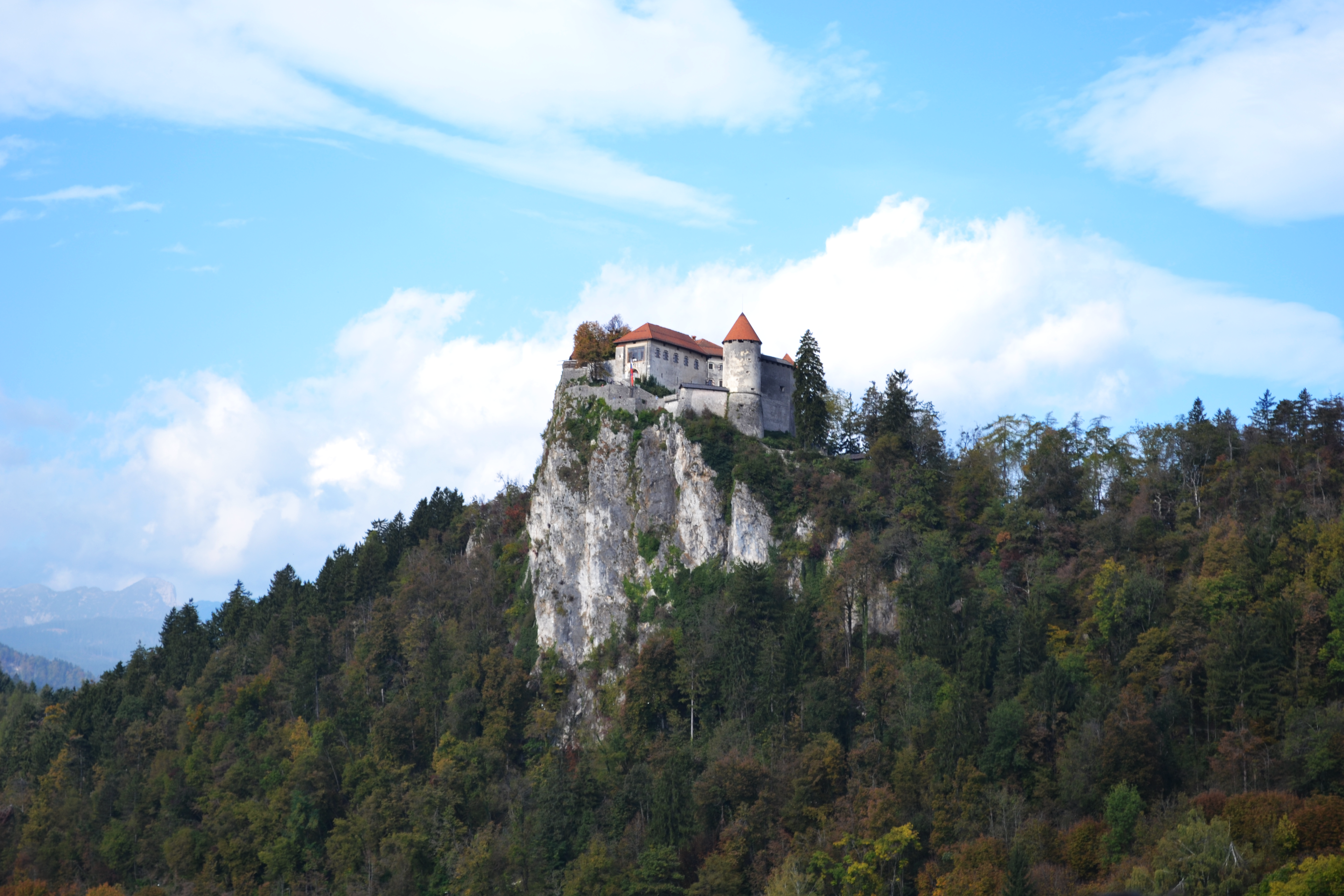
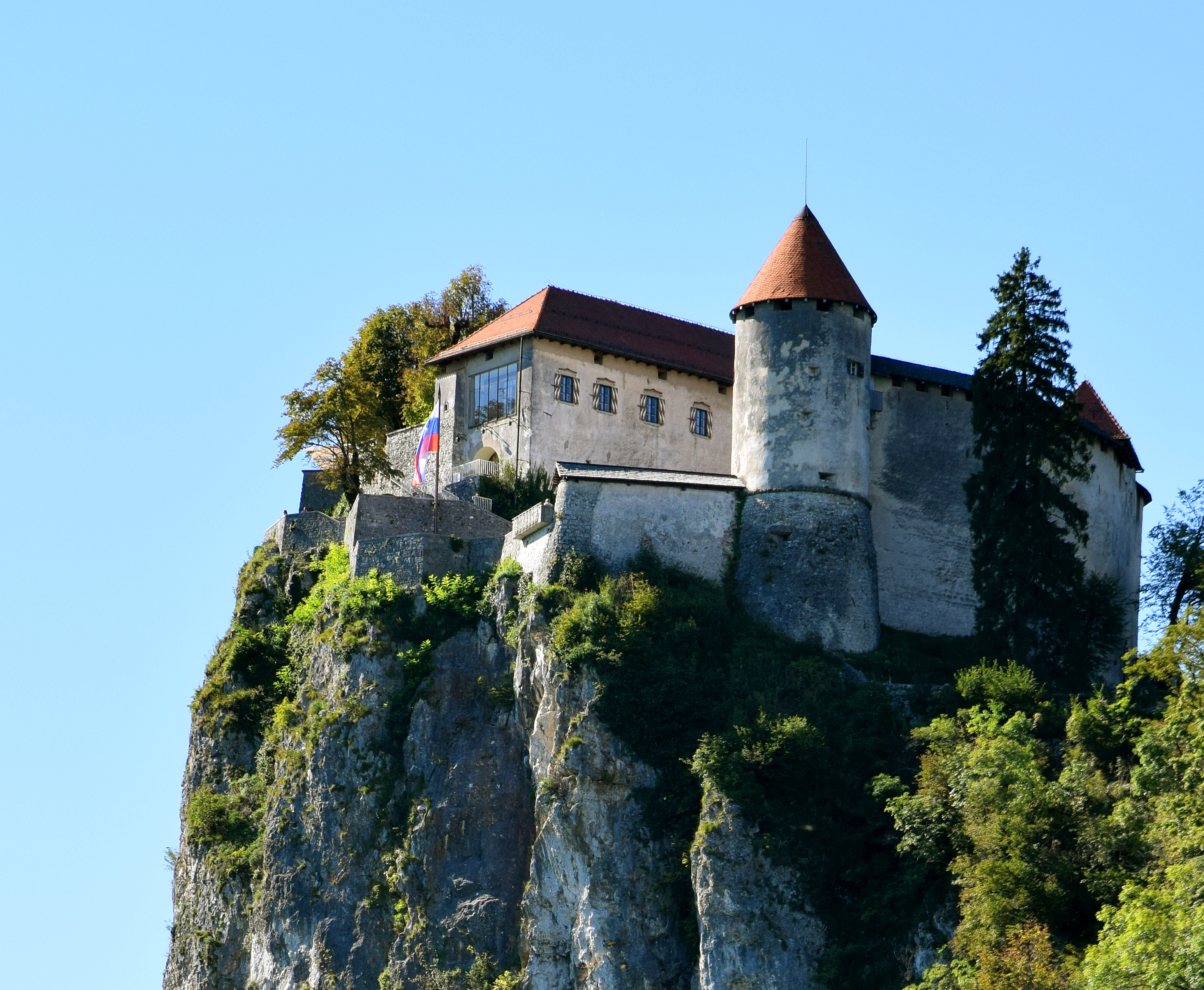
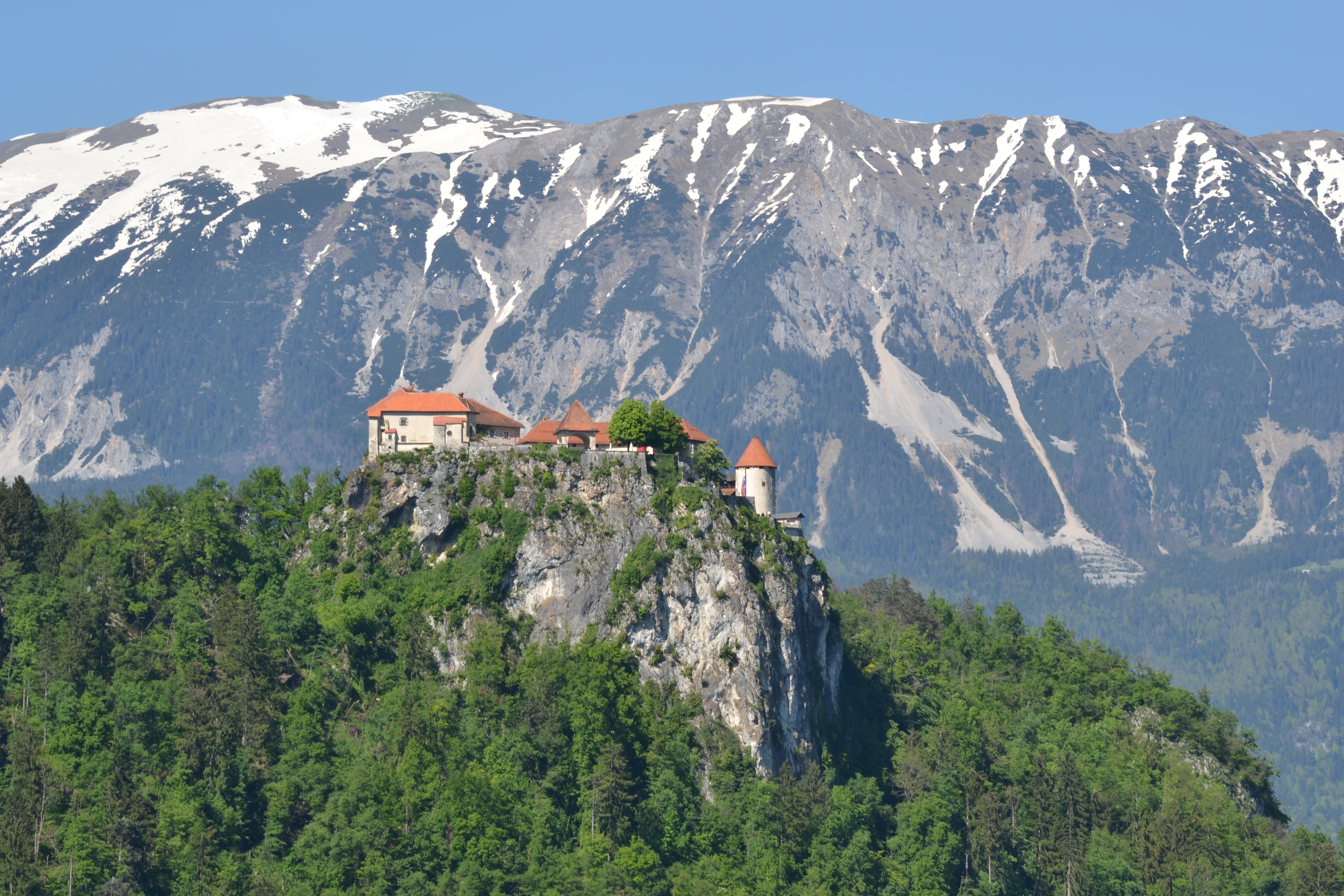
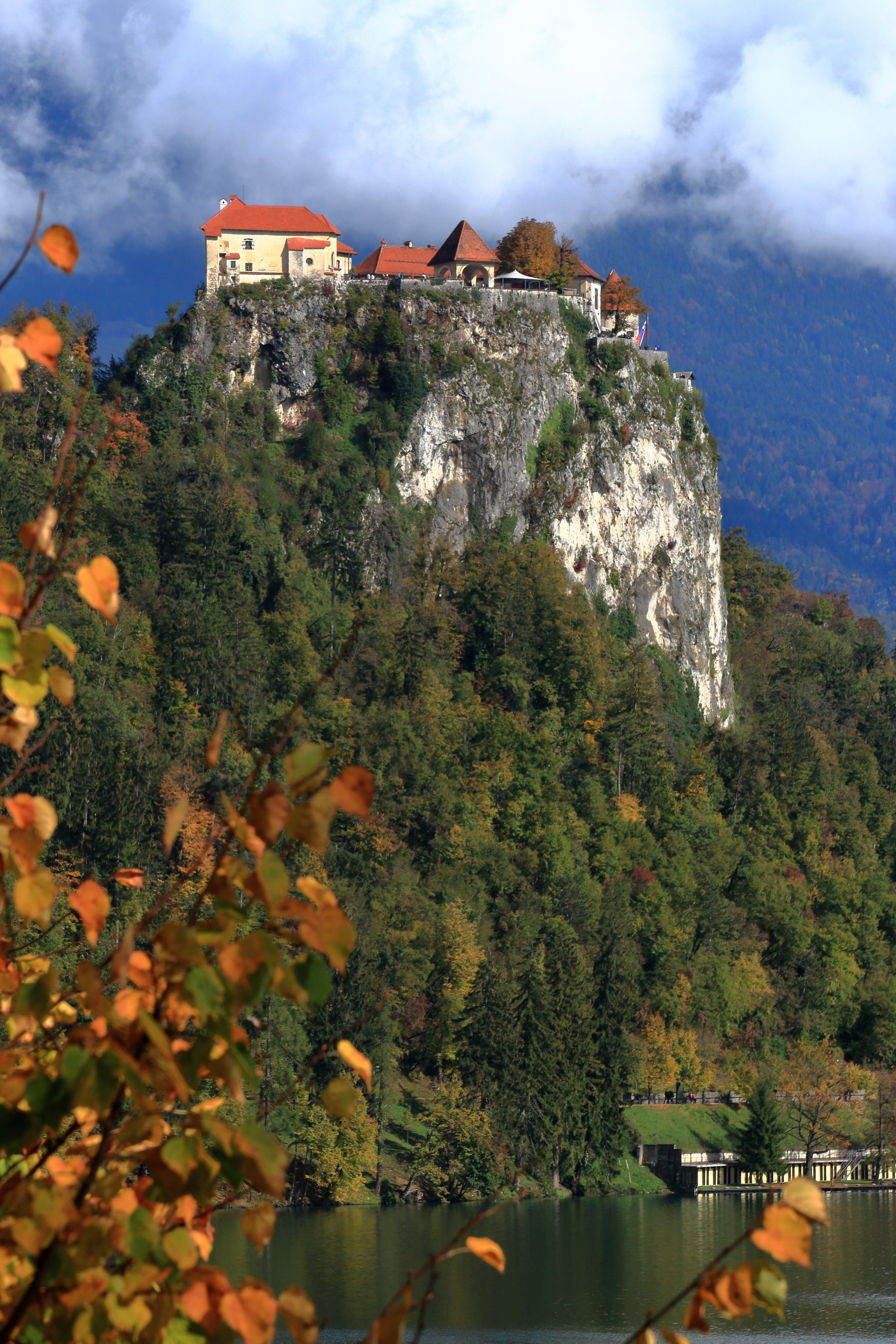
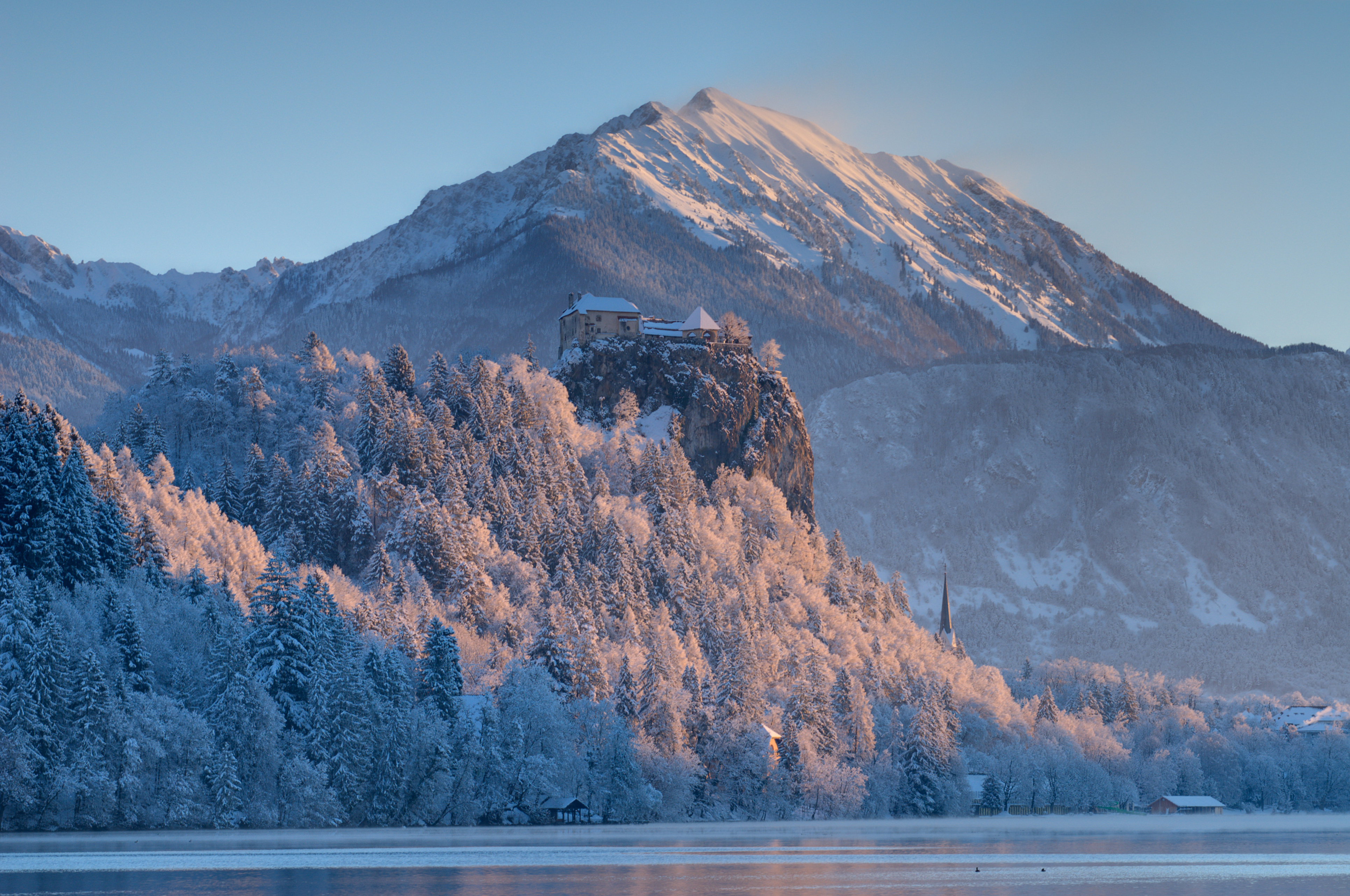
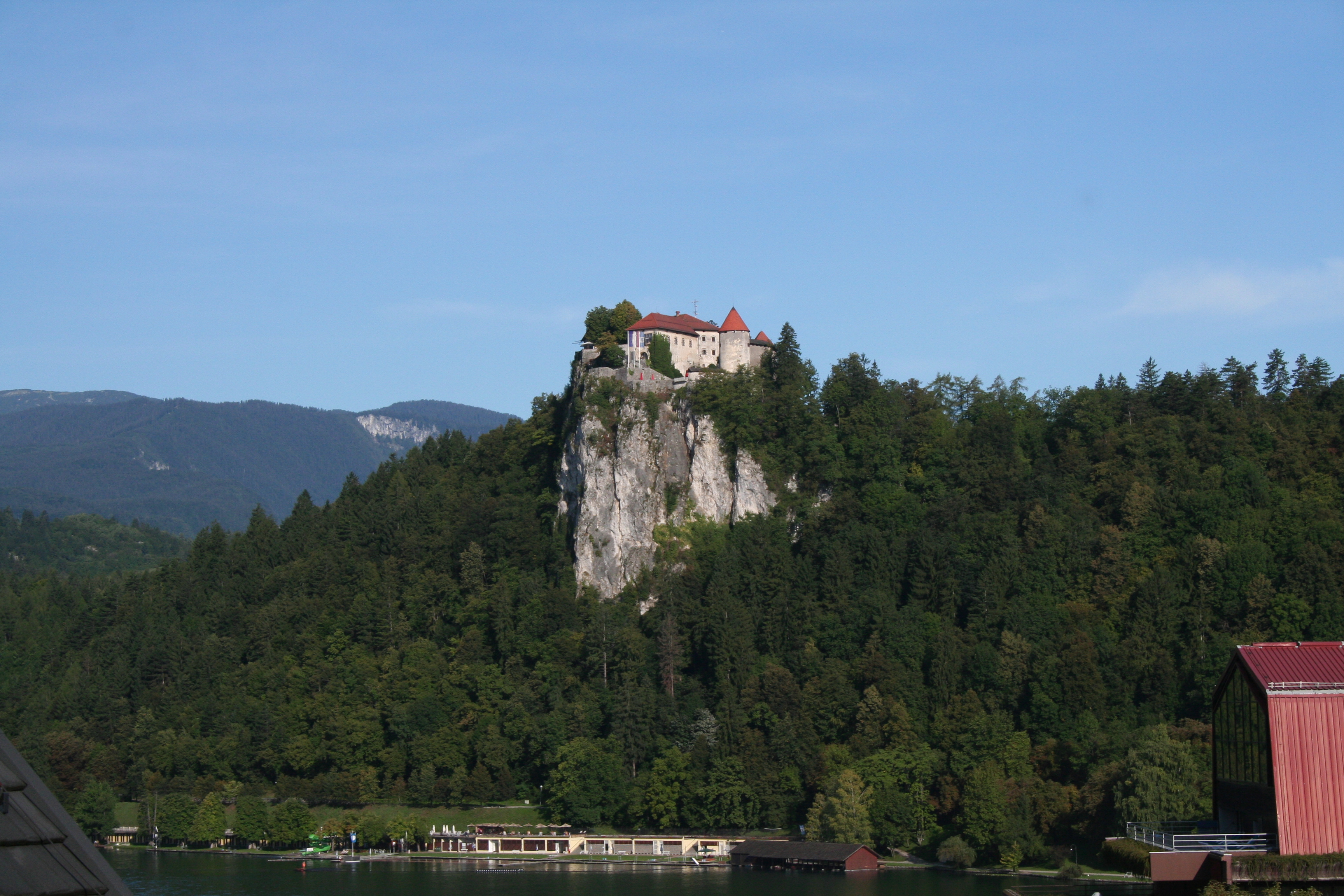
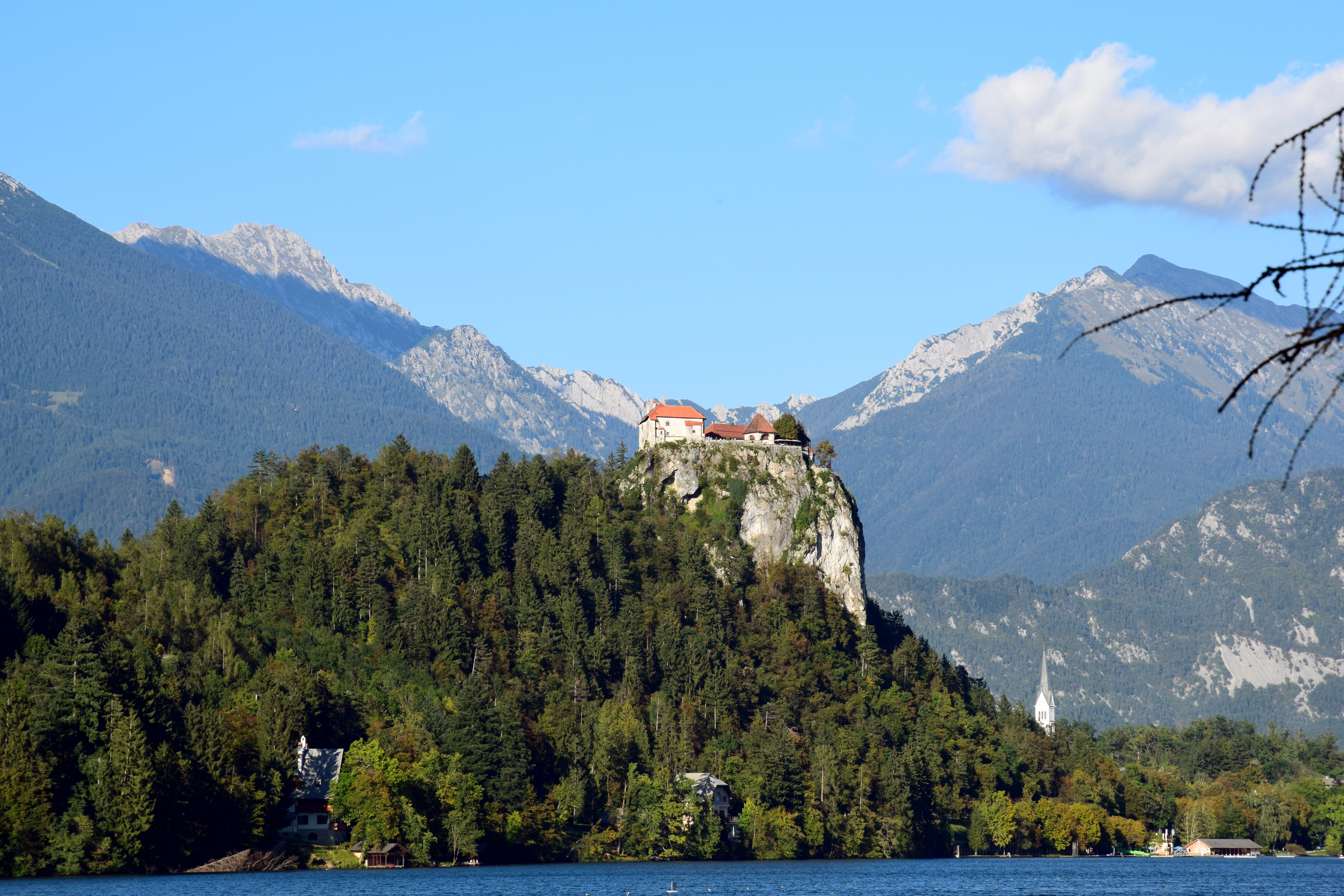
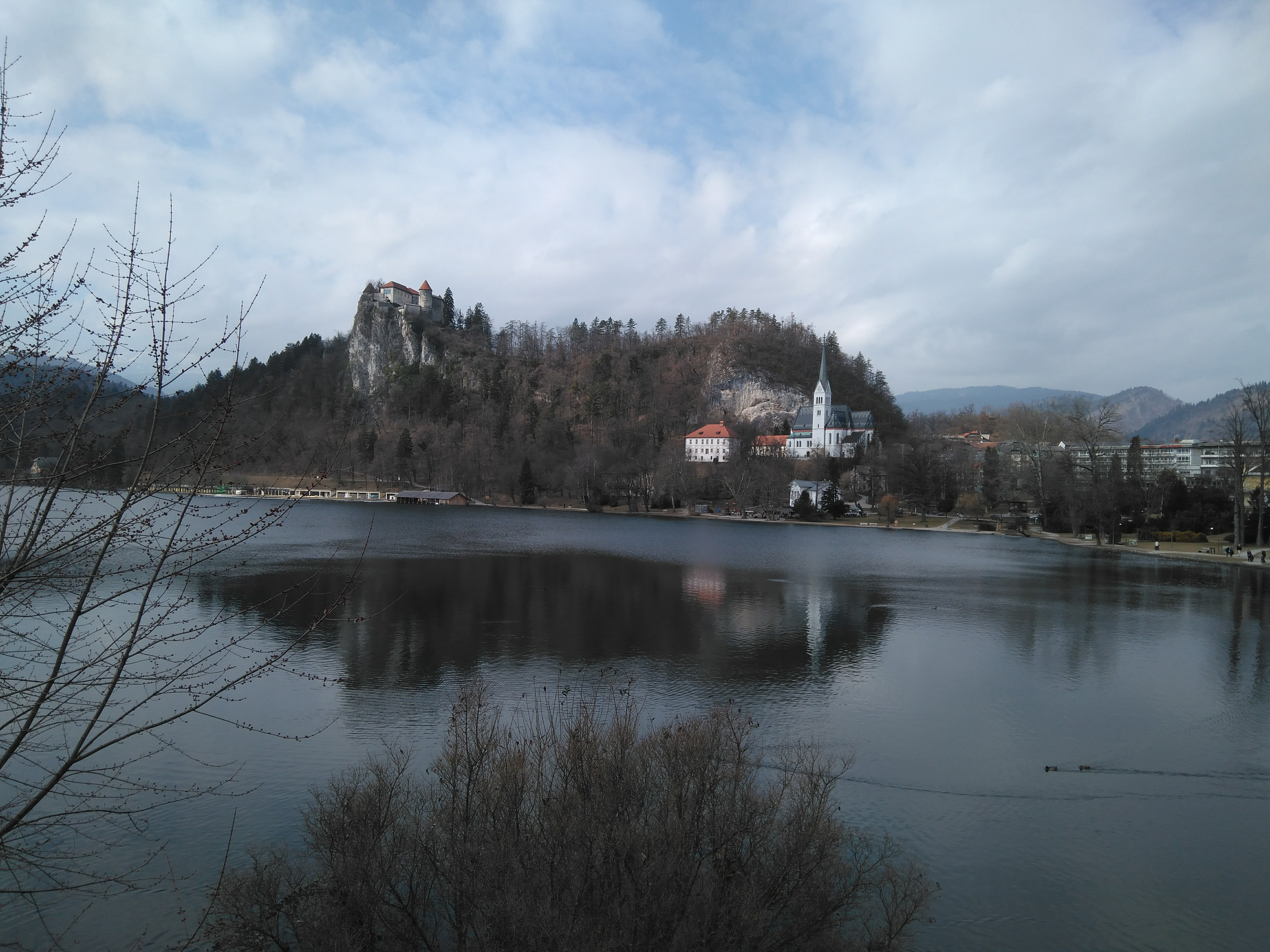